# Лагунов, Евгений Александрович
Евгений Александрович Лагунов (род. 14 декабря 1985, Архангельск) — российский пловец, член национальной сборной России с 2003 года. Серебряный призёр Олимпийских игр 2008 года в Пекине, в составе эстафетной команды России в заплыве 4×200 метров вольным стилем (Состав сборной: Александр Сухоруков, Данила Изотов, Евгений Лагунов, Михаил Полищук и Никита Лобинцев). Серебряный призёр чемпионата Европы 2004 года, участник финального заплыва в эстафете 4×100 метров на Олимпийских играх 2004 года. Экс-рекордсмен мира. Чемпион России 2008 года. Живёт и тренируется в Санкт-Петербурге. На клубном уровне выступал за команду СДЮШОР по ВВС «Экран». Тренер — Михаил Горелик.

## Олимпиада 2012
Участвовал в квалификационном заплыве в эстафете 4×100 метров на Олимпийских играх 2012 года. В квалификации команда России показала третье место. Несмотря на то, что Лагунова и Сергея Фесикова заменили в финальном заплыве, все шесть спортсменов были награждены бронзовыми медалями.

## Награды
- Медаль ордена «За заслуги перед Отечеством» I степени (13 августа 2012 года) — за большой вклад в развитие физической культуры и спорта, высокие спортивные достижения на Играх XXX Олимпиады 2012 года в городе Лондоне (Великобритания)[2]
- Медаль ордена «За заслуги перед Отечеством» II степени (2 августа 2009 года) — за большой вклад в развитие физической культуры и спорта, высокие спортивные достижения на Играх XXIX Олимпиады 2008 года в Пекине[3]
- Заслуженный мастер спорта России
- Почётное звание «Лучший в спорте Санкт-Петербурга» (2007, Правительство Санкт-Петербурга)[4]